# Potworna słodycz
Potworna słodycz (jap. 乙女怪獣キャラメリゼ Otome kaijū kyaramerize) – manga autorstwa Spicy Aoki, publikowana na łamach magazynu „Gekkan Comic Alive” wydawnictwa Kadokawa Shoten od lutego 2018.
W Polsce prawa do dystrybucji mangi wykupiło Studio JG.

## Fabuła
Kuroe Akaishi jest określana przez kolegów z klasy jako „Psycho-tan” i jest wyrzutkiem w szkole. Cierpi na rzadką, nieuleczalną chorobę, która w stresujących momentach powoduje deformacje jej ciała. Pewnego dnia jest zaskoczona, gdy Arata Minami, popularny chłopak z jej klasy, zaczyna zwracać na nią uwagę. Niedługo potem dowiaduje się od matki, że w rzeczywistości jest kaijū, co potwierdza realistyczny „sen” z zeszłej nocy, w którym jej postać potwora szalała w Tokio. Kuroe nie potrafi jednak zaakceptować tej informacji i podchodzi do niej lekceważąco. Martwi się również, że Arata nie zaakceptuje jej z powodu tego, kim jest (zarówno w formie ludzkiej, jak i potwornej).

## Bohaterowie
- Kuroe Akaishi (jap. 赤石 黒絵 Akaishi Kuroe)

Główna bohaterka opowieści. Kuroe od co najmniej szesnastu lat cierpi na tajemniczą chorobę, która powoduje nienormalny wzrost i oszpecenie ciała. Doprowadziło to do tego, że stała się wyrzutkiem, czując, że nikt nie jest w stanie zaakceptować kogoś takiego jak ona. Chociaż nie pamięta swojej przeszłości, stara się żyć normalnie w teraźniejszości. Jest zaskoczona, kiedy Arata decyduje się na randkę z nią, dlatego stara się ukryć swoje transformacje przed nim, kiedy tylko może. Ma również psa o imieniu „Jumbo King”.
- Arata Minami (jap. 南 新汰 Minami Arata)

Popularny chłopak w szkole, który zaczyna dostawać oferty pracy jako model. Interesuje się Kuroe, ujawniając, że on też chce być poza centrum uwagi oraz że stracił dużo na wadze, by stać się osobą, którą jest obecnie. To szybko irytuje inne zazdrosne podkochujące się w nim uczennice, które nie mogą zrozumieć, co widzi w Kuroe. Nie jest świadomy prawdziwej tożsamości Kuroe, co powoduje różne nieporozumienia.
- Rinko Akaishi (jap. 赤石 凜子 Akaishi Rinko)

Oddana matka Kuroe, która wspiera swoją córkę w walce z osądzającymi ludźmi, wiedząc doskonale, że jest kaijū. Rinko jest również byłą biolog, która odkryła szczątki kaijū i przyniosła jedno z jaj do domu. Następnie przystąpiła do wychowywania zmiennokształtnego dziecka kaijū, które nazwała Kuroe, jak człowieka. Jest wielką fanką piosenkarki Mayumi Hamasaki, której postać oparta jest na Ayumi Hamasaki.
- Kotaro Hibino (jap. ひびの幸太郎 Hibino Kōtarō)

Dawny kolega Rinko z czasów, gdy byli podróżującymi biologami. Był z Rinko, kiedy znaleźli szkielet kaijū i obserwował jak ta zdecydowała się zabrać do domu jajo, przyrzekając mu dotrzymanie tajemnicy. Chociaż nie pochwala tego, jak Rinko wychowała Kuroe, zachowuje się wobec niej jak opiekuńczy wujek, co powoduje, że Arata w pewnym momencie pomylił go z jej chłopakiem. Kotaro od tego czasu zaczął pracować dla japońskiego rządu, co zaniepokoiło Rinko, która pragnie tylko szczęścia Kuroe i jej nowo wyklutego rodzeństwa.
- Manatsu Tomosato (jap. 友里真夏 Tomosato Manatsu)

Bogata dziewczyna, która ma romantyczną obsesję na punkcie kaijū. Uczęszcza do tej samej szkoły co Kuroe, gdzie zostają najlepszymi przyjaciółkami. Nie wie jednak, że w rzeczywistości jej obiektem pożądania jest Kuroe.
- Raimu Kono (jap. 河野ライム Kōno Raimu)

„Najpopularniejsza” dziewczyna w szkole, która pasjonuje się makijażem. Zaprzyjaźnia się z Kuroe i tworzy z nią wieź zaufania, kiedy pomaga zdobyć jej pewność siebie. Kuroe dowiaduje się później, że Raimu również skrywała sekret o tym, jak naprawdę wygląda.

## Publikacja serii
Pierwszy rozdział mangi został opublikowany w lutym 2018 na łamach magazynu „Gekkan Comic Alive”. Poprzednie prace Spicy Aoki były wydawane w magazynach skierowanych do dziewcząt (shōjo), dlatego autorka była zaniepokojona, gdy magazyn skierowany do mężczyzn (seinen) postanowił wydać jej serię. Aoki myślała, że będzie musiała uczynić serię skierowaną bardziej do chłopaków, dopóki redaktorzy nie doradzili jej, że „ta historia naprawdę najlepiej działa jako shōjo”, nawet jeśli będzie wydawana w magazynie seinen. Pierwszy tom tankōbon został wydany 23 czerwca 2018 nakładem wydawnictwa Kadokawa Shoten. Według stanu na 21 września 2024, do tej pory opublikowano 8 tomów.
W Polsce prawa do dystrybucji mangi nabyło Studio JG, o czym poinformowano 5 sierpnia 2022, premiera zaś odbyła się 21 października tego samego roku.
| Nr | Język japoński   | Język japoński         | Język polski         | Język polski           |
| Nr | Data wydania     | ISBN                   | Data wydania         | ISBN                   |
| -- | ---------------- | ---------------------- | -------------------- | ---------------------- |
| 1  | 23 czerwca 2018  | ISBN 978-4-0406-9914-1 | 21 października 2022 | ISBN 978-83-8001-980-5 |
| 2  | 23 stycznia 2019 | ISBN 978-4-0406-5249-8 | 27 lutego 2023       | ISBN 978-83-8257-064-9 |
| 3  | 23 sierpnia 2019 | ISBN 978-4-0406-5802-5 | 27 kwietnia 2023     | ISBN 978-83-8257-106-6 |
| 4  | 23 marca 2020    | ISBN 978-4-0406-4379-3 | 26 czerwca 2023      | ISBN 978-83-8257-203-2 |
| 5  | 23 marca 2021    | ISBN 978-4-0406-5959-6 | 30 sierpnia 2023     | ISBN 978-83-8257-239-1 |
| 6  | 21 stycznia 2022 | ISBN 978-4-0468-1026-7 | 28 marca 2024        | ISBN 978-83-8257-309-1 |
| 7  | 23 marca 2023    | ISBN 978-4-04-682245-1 | 22 listopada 2024    | ISBN 978-83-8257-358-9 |
| 8  | 21 września 2024 | ISBN 978-4-0468-4100-1 | —                    |                        |